# Rosamunda Cliffordová

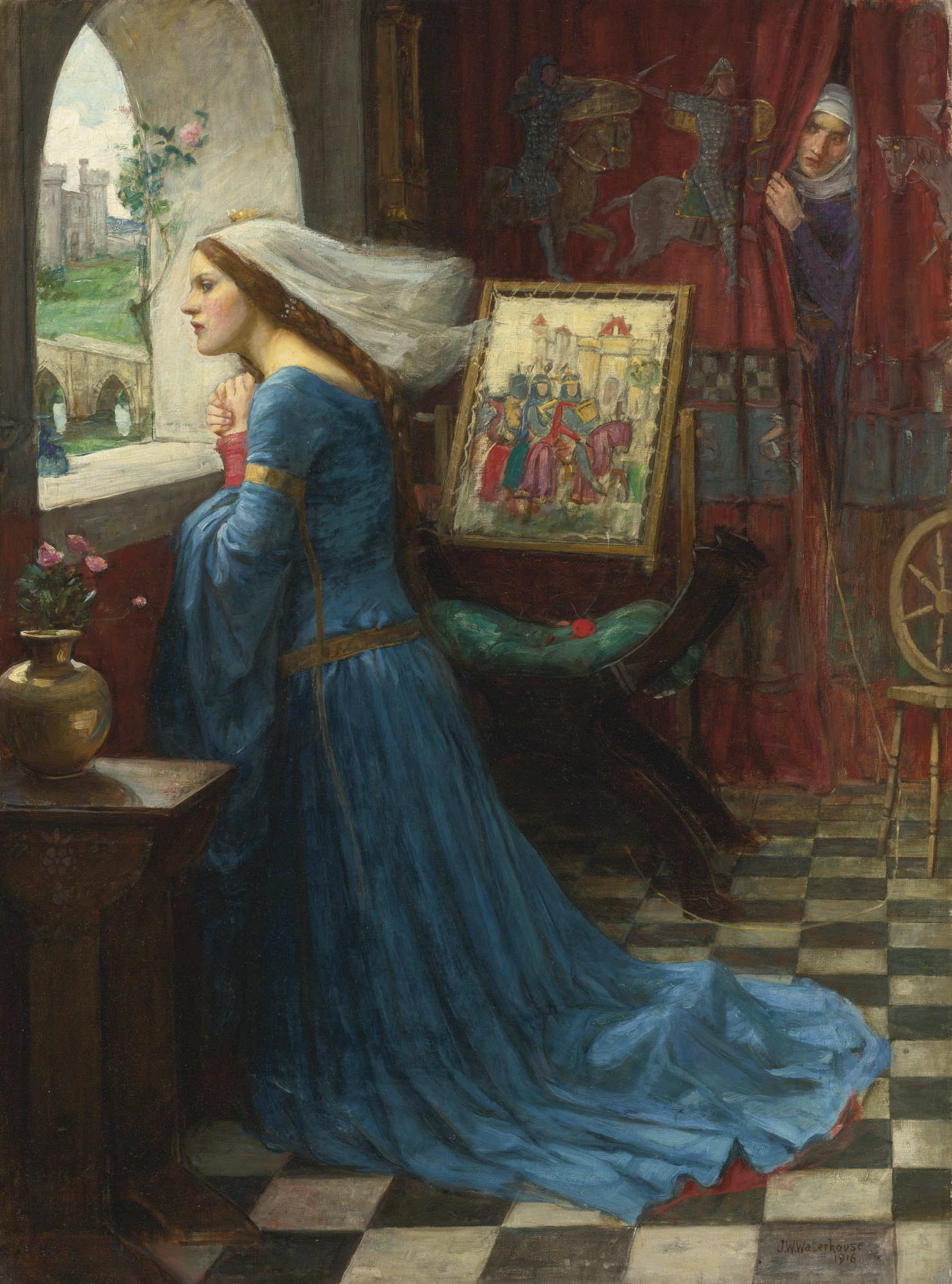
Olej na plátně: obraz Sličná Rosamunda Johna Williama Waterhouse z roku 1917

Rosamunda Cliffordová (před r. 1150 - asi 1176), často nazývaná "Sličná Rosamunda" nebo "Růže světa", byla milenkou krále Jindřicha II. Anglického proslavená svou krásou. Známá je především v anglickém folkloru.
Rosamundin otec Walter de Clifford byl lordem strážícím velšské hranice, její matkou pak byla jeho žena Margaret Isobel de Tosny. Walter byl původně znám jako Walter Richard Fitz, ale jeho jméno bylo postupně změněno, jak rostla jeho moc, až se nakonec stal lordem. Usídlil se na hradě Clifford na řece Wye. Rosamunda měla dvě sestry, Amice a Lucy, a tři bratry - byli jimi Walter II de Clifford, Richard a Gilbert.
S králem se Rosamunda pravděpodobně poprvé setkala, když projížděl kolem Cliffordského hradu v roce 1163 během jedné ze svých výprav do Walesu proti Rhys ap Gruffyddovi.

## Možní potomci
Historici jsou rozděleni v názoru, zda ze vztahu Rosamundy s králem vzešly dětmi. Otázka je dále komplikována tím, že je obtížné oddělit fakta ze života Rosamundy od legend, které ji obklopují. Mnozí historici došli k závěru, že Rosamunda s největší pravděpodobností porodila jediné dítě, ale už není jasné jeho jméno či datum narození. Někteří moderní historici jsou toho názoru, že Rosamunda neměla žádné děti, ale zda to znamená, že nikdy žádné neporodila, nebo pouze to, že žádné z jejích dětí nepřežilo, zůstává nejasné.
Legendy přiřknuly Rosamundě mateřství dvou oblíbených levobočných synů krále Jindřicha, kterými byli Geoffrey Plantagenet (1151-1212), arcibiskup z Yorku a William Longespée (1180-1226), hrabě ze Salisbury. O jejím mateřství v těchto dvou případech se ale mluvilo až o století později. Ani jeden z nich ovšem Rosamundin syn nebyl. Jindřich a Rosamunda se setkali asi v roce 1163 a jejich vztah trval až do roku 1176. Geoffrey a Rosamunda by tedy měli být přibližně ve stejném věku. Geoffrey je navíc přímo doložen jako syn jinak neznámé Ykenai, pravděpodobně další Jindřichovy milenky. Po mnoho let se nevědělo, kdo byla matka Williama Longespée. Pravdu dokazuje zmínka na Williamových listinách, kde se objevil odkaz na "Comitissa Ida, Mater mea" (moje matka, hraběnka Ida). Byla jí Ida de Toeny, hraběnka z Norfolku.

## Závěr života
Jindřichův poměr s Rosamundou se stal veřejně známým v roce 1174, ale skončil, když odešla do kláštera v Godstow u Oxfordu v roce 1176, krátce před svou smrtí.
Jindřich a rodina Cliffordových zaplatili za její hrob v Godstow v klášteře, a také zajistili dotaci na péči o hrob. Ten se stal populární svatyní už v roce 1191, dva roky po smrti krále Jindřicha. Biskup Hugh Lincoln si při návštěvě Godstow všiml, že Rosamundina hrobka přímo před hlavním oltářem je obložena květinami a svíčkami. Není překvapením, že biskup prohlásil Rosamundu za nevěstku a nařídil, aby její ostatky byly odstraněny z kostela: místo toho měla být pohřbena mimo kostel, aby byly ostatní ženy varovány jejím příkladem a neudržovaly nedovolené a cizoložné styky. Její hrob byl přesunut na hřbitov, kde byl navštěvován až do té doby, než byl zničen nařízením Jindřicha VIII. o zrušení klášterů. Pozůstatky převorství Godstow stále stojí a jsou otevřeny pro veřejnost.

## Legendy a historie
Ačkoliv se Rosamunda objevuje v mnoha legendách a často se objevuje i jako postava ve smyšlených příbězích o Jindřichovi II., historici o ní vlastně vědí jen málo. Podle jedné z legend nechala Rosamundu otrávit žárlivá Jindřichova manželka Eleonora Akvitánská. Historici vesměs konstatují to, že Rosamunda měla naprosto opačnou povahu než Eleonora a že díky tomu mezi Jindřichem a jeho milenkou snad skutečně byla láska.